# 陳永
陳 永（チン・ヨン、韓国語: 진영、1950年10月23日 - ）は、韓国の政治家、弁護士。元保健福祉部長官、行政安全部長官。ハンナラ党、セヌリ党、共に民主党所属の第17・18・19・20代国会議員。本貫は驪陽陳氏。

## 来歴
父方の世居地は全羅北道高敞郡だが、朝鮮戦争の最中に全羅南道潭陽郡にある母親の実家で生まれた。小学5年生の時からはソウルに移住した。ソウル大学校法科大学、ワシントン大学法科大学院卒。第17回司法試験合格、司法研修院第7期修了後、陸軍法務官、蔚山地方法院南部支院判事、韓米合同法律事務所弁護士、LGグループ常任法律顧問、フェミョン合同法律事務所代表弁護士、大韓テコンドー協会理事を歴任した。
政界入り後は国会議員を4期務めたほか、ハンナラ党李会昌大統領候補政策特別補佐役、ハンナラ党龍山地区党委員長、ハンナラ党総裁特別補佐官・企画委員長・代表秘書室長、第17代国会前半期科学技術情報通信委員会委員、ハンナラ党選挙対策本部長・全国委員会副議長、ソウル市長職務引受委員会総務財政産業委員長、第17代国会後半期統一外交通商委員会委員、第18代国会外交通商統一委員会・行政安全委員会委員、第18代国会多文化フォーラム代表、列国議会同盟アジア・太平洋地政学的グループ副会長、ハンナラ党人材導入委員会副委員長・広報企画本部本部長・緊急対策委員会委員、朴槿恵大統領職引継委員会副委員長、保健福祉部長官を歴任した。しかし、朴槿恵政権の基礎年金の国民年金連携支給計画に反発したから、約半年後に辞任し、親朴槿恵派から反朴槿恵派に転じた。第20代総選挙では親朴槿恵派が主導するセヌリ党の公認をもらえなかったため、2016年3月に金鍾仁の誘いで共に民主党に入党した。その後は文在寅大統領候補中央選挙対策委員会共同委員長を務めた後、文在寅政権で行政安全部長官を1年8ヶ月間務めた。2020年の第21代総選挙の前に不出馬を表明し、議員を引退した。ただし、朴映宣、金賢美、兪銀恵との総選挙不出馬共同記者会見の際には選挙管理担当責任者であったため参加できず、共に民主党の李海瓚代表が代理出席した。